# Knight-Shift (Physik)
Knight-Shift ist in der Kernphysik eine Verschiebung der Kernspinresonanzen von paramagnetischen Substanzen. Sie wurde zuerst im Jahr 1949 von Walter D. Knight an der UC Berkeley beschrieben.
Die Knight Shift tritt an Atomen in einer metallischen Umgebung auf. Sie spiegelt das magnetische Feld der Leitungselektronen aus der Umgebung des Kerns wider. Für Natrium ist dieses magnetische Feld etwa ein Tausendstel schwächer als das durchschnittliche Feld.
Grundsätzlich kann die Knight-Shift temperaturabhängig sein. In typischen Metallen ist die Bandstruktur und damit auch die Stärke der Knight-Shift jedoch nicht temperaturabhängig.